# Филипинско какаду
Филипинско какаду (Cacatua haematuropygia) е вид птица от семейство Какадута (Cacatuidae). Видът е критично застрашен от изчезване.

## Разпространение и местообитание
Разпространен е във Филипините.